# أندي هايمان
أندي هايمان (بالإنجليزية: Andy Hyman) هو كاتب أمريكي، ولد في 27 نوفمبر 1981.